# Voo Alliance Air 7412
O voo Alliance Air 7412 foi uma rota aérea regular entre Calcutá e Déli, na Índia, operado pela Alliance Air, com escalas em Patna e Lucknow. Em 17 de julho de 2000, a tripulação fora liberada para pousar na pista 25 do Aeroporto Lok Nayak Jayaprakash em Patna quando os pilotos solicitaram uma órbita de 360 graus porque o voo estava em aproximação. A permissão foi concedida e uma curva à esquerda foi iniciada. Enquanto virava à esquerda, o avião perdeu a sustentação. O avião então arranhou algumas casas de andar simples em um conjunto habitacional governamental e bateu em uma colônia residencial governamental atrás da Escola Gardani Bagh Girls em Anishabad, que está localizada a dois quilômetros ao sul do Aeroporto de Patna. O avião quebrou em quatro pedaços, matando 60 pessoas e ferindo outras cinco. Havia 52 passageiros e seis tripulantes a bordo.